# أندي فينش
أندي فينش (بالإنجليزية: Andy Finch)‏ هو متزلج على الثلوج أمريكي، ولد في 20 مارس 1981 في فريسنو في الولايات المتحدة.

## وصلات خارجية
- أندي فينش على موقع الاتحاد الدولي للتزلج (ركوب لوح الثلج) (الإنجليزية)
- أندي فينش على موقع أوليمبيديا (الإنجليزية)